# مصير ميلبومينوس جونز الشنيع
مصير ميلبومينوس جونز الشنيع هي قصة قصيرة للكاتب ستيفن ليكوك. أُعيد نشرها في عام 1910م. وقد سجلت صوتياً بواسطة جون لو ميزورييه عام 1976م، صنعت كفيلم قصير لـ  جيرالد بوتيرتون عام 1983م.

## القصة
هي قصة عن القسيس الشاب ميلبومينوس جونز، الذي ذهب لزيارة أصدقائه وحين اراد الرحيل اصر أصدقائه على بقائه فلم يستطع المغادرة واستمر على هذا الحال إلى عدة أسابيع أصيب خلالها بالهذيان بسبب الحمى. وبعد شهر انتهت رحلته في هذه الحياة وتوفي.